# Рудзічка (Сілезьке воєводство)
Рудзічка (пол. Rudziczka) — село в Польщі, у гміні Сушець Пщинського повіту Сілезького воєводства.
Населення — 1300 осіб (2011).
У 1975-1998 роках село належало до Катовицького воєводства.

## Демографія
Демографічна структура станом на 31 березня 2011 року:
|          | Загалом | Допрацездатний вік | Працездатний вік | Постпрацездатний вік |
| -------- | ------- | ------------------ | ---------------- | -------------------- |
| Чоловіки | 646     | 159                | 445              | 42                   |
| Жінки    | 654     | 153                | 400              | 101                  |
| Разом    | 1300    | 312                | 845              | 143                  |